# Ranunculus hamiensis
Ranunculus hamiensis är en ranunkelväxtart som beskrevs av J.G. Liu. Ranunculus hamiensis ingår i släktet ranunkler, och familjen ranunkelväxter. Inga underarter finns listade i Catalogue of Life.